# Venatrix pullastra
Venatrix pullastra là một loài nhện trong họ Lycosidae.
Loài này thuộc chi Venatrix. Venatrix pullastra được Eugène Simon miêu tả năm 1909.